# وای رن
وای رن یا وَئی رن(چینی: 外壬) زاده شده با نام زی فا(چینی:子發) شاهی بود از شاهان دودمان شانگ در چین. سسیما کیان، نویسنده و تاریخنگار هان، در کتاب شیجی، وای رن را یازدهمین شاه شانگ دانسته که پس از برادرش زونگ دینگ(چینی:仲丁) در سال گنگزو(چینی:庚戌) در تختگاه آئو(چینی: 隞) به شاهی نشست. او پانزده سال فرمان راند(هرچند برخی منابع 10 سال گفته اند) و تا زمان مرگ پادشاهی کرد؛ نام پس از مرگ او وئی رن بود. پس از وی، پسرش، هه دان جیا به شاهی رسید.